# Maren
Maren ist ein weiblicher Vorname.

## Herkunft und Bedeutung
Maren ist eine ursprünglich dänische Form des Vornamens Marina.

## Namensträgerinnen
- Maren (Sängerin) (* 1952), deutsche Schlagersängerin
- Maren Ade (* 1976), deutsche Regisseurin, Drehbuchautorin und Filmproduzentin
- Maren Barsballe (* 1949), dänische Fußballnationalspielerin
- Maren Baumbach (* 1981), deutsche Handballspielerin
- Maren-Inken Bielenberg (* 1944), deutsche Kinderdarstellerin
- Maren Brandenburger (* 1968), deutsche Politologin und Präsidentin des Verfassungsschutzes Niedersachsen
- Maren Collin (* 1938), deutsche Leichtathletin
- Maren Derlien (* 1975), deutsche Riemenruderin
- Maren Eggert (* 1974), deutsche Schauspielerin
- Maren Elbrechtz (* 1976), deutsche Filmregisseurin und -produzentin sowie Schriftstellerin
- Maren-Kea Freese (* 1960), deutsche Filmregisseurin und Drehbuchautorin für Spiel- und Dokumentarfilm
- Maren Fromm (* 1986), deutsche Volleyball-Nationalspielerin
- Maren Gilzer (* 1960), deutsche Schauspielerin und Fotomodell
- Maren Gottschalk (* 1962), Autorin, Historikerin und Journalistin
- Maren Günter (* 1976), deutsche Skirennläuferin
- Maren Günther (* 1931), deutsche Politikerin (CSU)
- Maren Hammerschmidt (* 1989), deutsche Biathletin
- Maren Harnack (* ?), deutsche Architektin, Stadtplanerin und Hochschullehrerin
- Maren Haugli (* 1985), norwegische Eisschnellläuferin
- Maren Henseler (* 1983), deutsche Fußballspielerin
- Maren Jasper-Winter (* 1977), deutsche Politikerin (FDP)
- Maren Jensen (* 1956), US-amerikanische Schauspielerin
- Maren Kames (* 1984), deutsche Schriftstellerin, Lyrikerin und Übersetzerin
- Maren Knebel (* 1985), deutsche Kanutin
- Maren Köster-Hetzendorf (* 1957), deutsche Historikerin, SPD-Politikerin und Bürgermeisterin
- Maren Kroymann (* 1949), deutsche Schauspielerin, Kabarettistin und Sängerin
- Maren Kruse (* 1957), deutsche Politikerin (SPD)
- Maren Kuhn-Rehfus (1933–1993), deutsche Historikerin und Archivarin
- Maren Lehky (* 1962), deutsche Soziologin und Autorin
- Maren Lehmann (* 1966), deutsche Soziologin und Hochschullehrerin
- Maren Lorenz (* 1965), deutsche Historikerin mit dem Schwerpunkt Frühe Neuzeit
- Maren Lundby (* 1994), norwegische Skispringerin
- Maren Meinert (* 1973), deutsche Fußballspielerin und -trainerin
- Maren Mjelde (* 1989), norwegische Fußballspielerin
- Maren Möhring (* 1970), deutsche Historikerin und Professorin
- Maren Morris (* 1990), US-amerikanische Countrysängerin
- Maren Niemeyer (* 1964), deutsche Journalistin, Autorin und Dokumentarfilmregisseurin
- Maren Orth (* 1990), deutsche Leichtathletin
- Maren Partzsch (* 1959), Übersetzerin und Buchautorin
- Maren Piske (* 1938), deutsche Politikerin (SPD)
- Maren Rainer (* 1983), deutsche Synchronsprecherin
- Maren Schentuleit (* 1974), deutsche Ägyptologin
- Maren Schott (* 1976), deutsche Leichtathletin
- Maren Schumacher (* 1966), deutsche Schauspielerin
- Maren Schwerdtner (* 1985), deutsche Siebenkämpferin
- Maren Seidler (* 1951), US-amerikanische Kugelstoßerin
- Maren Sell (* 1945), deutsche Journalistin, Schriftstellerin und Verlegerin
- Maren Sieber (* 1973), deutsche Radiomoderatorin
- Maren Skjøld (* 1993), norwegische Skirennläuferin
- Maren Tellenbröker (* 2000), deutsche Fußballspielerin
- Maren Tetzlaff (* 1988), deutsche Fußballspielerin
- Maren Thomsen (* 1961), deutsche Juristin
- Maren Thurm (* 1964), deutsche Schauspielerin
- Maren Ulvestad Haugstuen (* 1989), norwegische Telemarkerin
- Maren Valenti (* 1976), deutsche Eishockeyspielerin und -trainerin
- Maren Wallenhorst (* 1990), deutsche Fußballspielerin
- Maren Weigel (* 1994), deutsche Handballspielerin
- Maren Weingarz (* 1994), deutsche Fußballspielerin
- Maren Wiesler (* 1993), deutsche Skirennläuferin
- Maren Wilhelm (* 1977), deutsche Musiktheoretikerin, Komponistin und Hochschullehrerin
- Maren Winter (* 1961), deutsche Autorin und Puppenspielerin

## Familienname
- Jerry Maren (1920–2018), US-amerikanischer Schauspieler